# 舟見町 (室蘭市)
舟見町（ふなみちょう）は北海道室蘭市の地名。舟見町一丁目から二丁目の町がある。住居表示実施済み。郵便番号は051-0013。かつて同名の字が存在した。

## 地理
室蘭市の南部に位置し、北に栄町，山手町、東に新富町と接し、南から西は内浦湾に面する。

### 海洋
- 内浦湾

## 地域の特徴
室蘭市の都市計画マスタープランでは蘭西地域に属する。
東部は新富町から続く丘陵地帯である。西部にも高台があり、その他は平坦地。北から北海道道919号中央東線が南進し、中央付近で東に曲がった後、一部未開通区間を経て東に抜ける。

一丁目から二丁目にかけての海岸は追直漁港になっており、2002年度にはスケトウダラの陸揚げ漁港として日本一であった。その他にホタテの養殖も盛んであり、「蘭扇」というブランドで輸出も行っている。

一丁目に北海道立栽培水産試験場、北海道大学北方生物圏フィールド科学センター 室蘭臨海実験所、室蘭漁業協同組合、追直卸売場、道営舟見町団地、市営住宅舟見町団地、二丁目に舟見町会館、モトマリ墓地がある。

## 歴史
1951年（昭和26年）、長い間磯舟や小型発動機船の停泊地として利用されてきた追直漁港が第2種漁港に指定され、翌年から道営事業による築造が進み、1962年（昭和37年）、第3種漁港に昇格した。1963年（昭和38年）には国による漁港整備が行われ、1972年（昭和47年）には3万平方メートルの埠頭用地を造成、水産加工場・水産物揚場・製函工場・製氷施設などが置かれた。

1970年、神代町に市内8墓地を統合した望洋台霊園の建設が始まったが、モトマリ墓地の移転反対運動が起こり、大部分はそのまま残った。

### 地名の由来
地形に由来する。

漁港の名前になっている追直はアイヌ語の「オ・イナゥ・ウㇱ・イ」（そこに・幣・群立する・所）に由来する。古くここの岬の上に海神の幣場があり、そこで祭りなどが行われたらしい。

### 沿革
- 1922年（大正11年）4月1日 - 字名改正により本町（大字）の一部が舟見町（字）となり、本町（大字）を廃止[5][6]。
- 1922年（大正11年）8月1日 - 市制施行により室蘭区舟見町（字）は室蘭市舟見町（字）となる[8]。
- 1966年（昭和41年）7月1日 - 舟見町一丁目 - 二丁目新設[5][9]。

### 町名の変遷
| 実施内容          | 実施年月日               | 実施後       | 実施前                                                |
| ----------------- | ------------------------ | ------------ | ----------------------------------------------------- |
| 字名改正          | 1922年（大正11年）4月1日 | 舟見町（字） | 本町（大字）の小字、 オイナヲシ，モトマリ，リロマモイ |
| 町名新設 住居表示 | 1966年（昭和41年）7月1日 | 舟見町一丁目 | 舟見町（字）の一部                                    |
| 町名新設 住居表示 | 1966年（昭和41年）7月1日 | 舟見町二丁目 | 舟見町（字）の一部                                    |

## 世帯数と人口
2023年（令和5年）12月31日現在（室蘭市発表）の世帯数と人口は以下の通りである。
| 町           | 世帯数  | 人口  |
| ------------ | ------- | ----- |
| 舟見町一丁目 | 310世帯 | 457人 |
| 舟見町二丁目 | 199世帯 | 313人 |
| 計           | 509世帯 | 770人 |

### 人口の変遷
国勢調査による人口の推移。
| 1995年（平成7年）  | 1,659人 | [ 10 ] |  |
| 2000年（平成12年） | 1,422人 | [ 11 ] |  |
| 2005年（平成17年） | 1,229人 | [ 12 ] |  |
| 2010年（平成22年） | 1,042人 | [ 13 ] |  |
| 2015年（平成27年） | 951人   | [ 14 ] |  |
| 2020年（令和2年）  | 833人   | [ 15 ] |  |

### 世帯数の変遷
国勢調査による世帯数の推移。
| 1995年（平成7年）  | 742世帯 | [ 10 ] |  |
| 2000年（平成12年） | 721世帯 | [ 11 ] |  |
| 2005年（平成17年） | 633世帯 | [ 12 ] |  |
| 2010年（平成22年） | 563世帯 | [ 13 ] |  |
| 2015年（平成27年） | 521世帯 | [ 14 ] |  |
| 2020年（令和2年）  | 463世帯 | [ 15 ] |  |

## 学区
市立小・中学校に通う場合、学区は以下の通りとなる。
| 町           | 街区 | 小学校               | 中学校               |
| ------------ | ---- | -------------------- | -------------------- |
| 舟見町一丁目 | 全域 | 室蘭市立みなと小学校 | 室蘭市立室蘭西中学校 |
| 舟見町二丁目 | 全域 | 室蘭市立みなと小学校 | 室蘭市立室蘭西中学校 |

## 交通

### 道路
- 北海道道919号中央東線

### 漁港
- 追直漁港

## 施設

### 公共施設
- 舟見町会館

### 商業施設
- 追直卸売場

### 公営住宅
- 道営舟見町団地
- 市営住宅舟見町団地

### その他
- 北海道立栽培水産試験場
- 北海道大学北方生物圏フィールド科学センター 室蘭臨海実験所
- 室蘭漁業協同組合
- モトマリ墓地